# Linia kolejowa nr 954
Linia kolejowa nr 954 – jednotorowa, zelektryfikowana linia kolejowa znaczenia miejscowego, łącząca rejon TGB z rejonem TGD na stacji Tarnowskie Góry.
Linia stanowi tor łączący między linią kolejową Chorzów Batory – Tczew a linią kolejową Tarnowskie Góry TGA – Tarnowskie Góry TGE i umożliwia przejazd pociągów towarowych z grupy torów podległej rejonowi TGC w kierunku Radzionkowa oraz Bytomia.